# Miklós Forrai

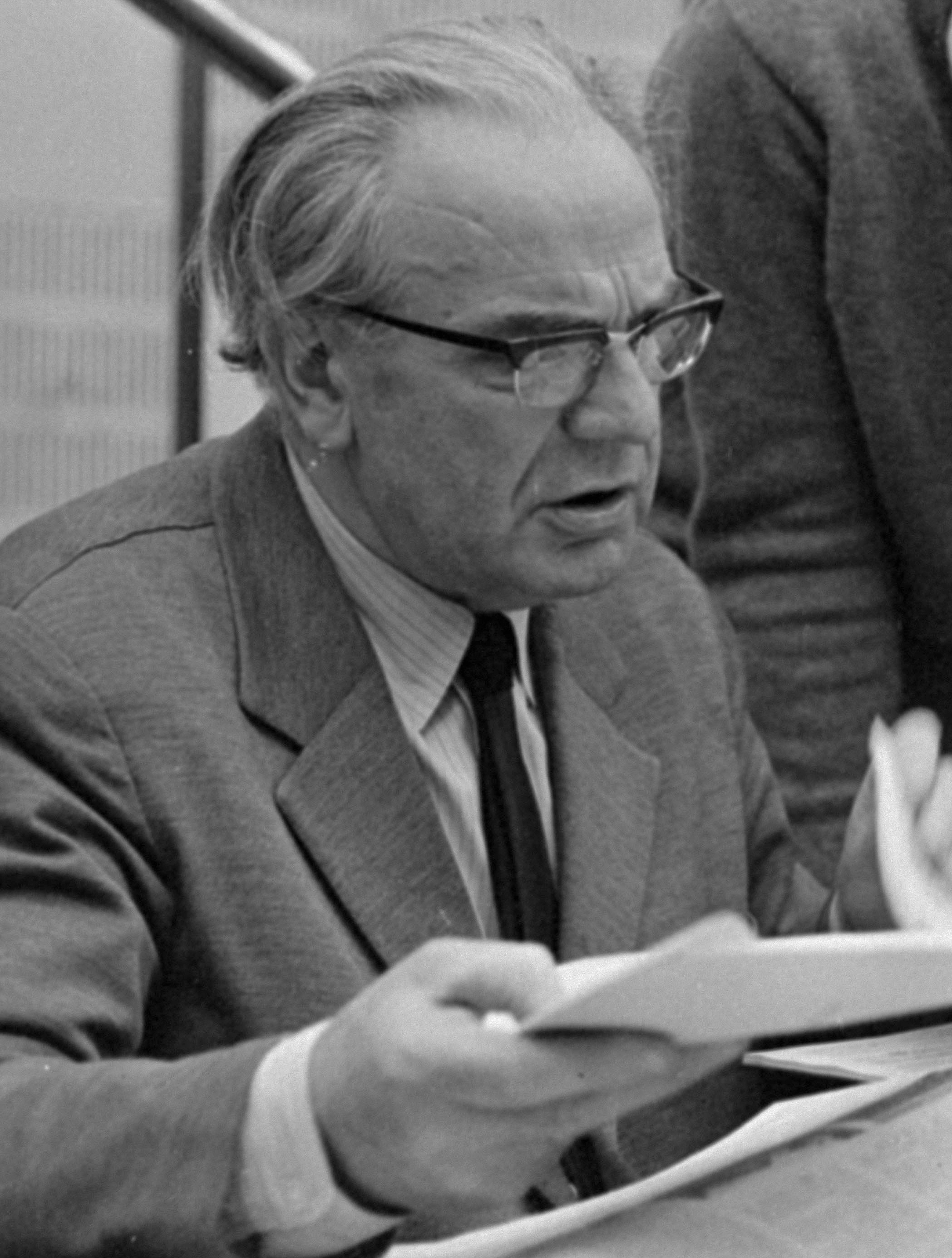
Miklós Forrai (1973)

Miklós Forrai (* 19. Oktober 1913 in Magyarszék, Komitat Baranya; † 27. Dezember 1998 in Budapest) war ein ungarischer Dirigent, Chorleiter und Musikprofessor. Im Jahr 1980 erhielt Miklós Forrai den Robert-Schumann-Preis der Stadt Zwickau.

## Ausbildung
Neben seiner höheren Schulbildung studierte Forrai Klavier und Komposition an der Városi Zenede, der Musikschule der Stadt Debrecen. Ab 1931 studierte er an der Musikakademie in Budapest zunächst mit dem Hauptfach Trompete, dann zwei Jahre an der Kirchenmusikabteilung und noch ein Jahr in der Ausbildung als Chorleiter. Er erwarb ein Zeugnis als Gesangslehrer. 1935 nahm Zoltán Kodály ihn in seiner Kompositionsklasse, direkt in das dritte akademische Jahr, auf.

## Werk und Leben
1934, nach anderen Quellen 1936, gründete Forrai einen nach ihm benannten 16 Sänger starken Kammerchor. Dieser Chor popularisierte das Renaissance-Repertoire in über einhundert Konzerten und zahlreichen Radioübertragungen bis in das Jahr 1948. Forrai führte den ersten, sich selbst tragenden Kammerchor Ungarns.
Er trat dem Kreis ungarischer Chöre (Magyar Kórus) bei, über dessen Musikprofessoren Lajos Bárdos und Artúr Harmat Chormusik veröffentlicht wurde. Er gab 1936 das Handbuch  A karvezető (Der Chorleiter), 1939 die Madrigalsammlung Fallalla und 1939 die Anthologie Ezer év kórusa (Choralwerke aus tausend Jahren) heraus. Er war für einige Jahre Chorleiter der Zisterzienserkirche Szent Imre, heute Villány und Präsident der 1936 gegründeten Gesellschaft für zertifizierte Kapellmeister. Er war die Zentralperson um die Kis Filharmónia genannten Jugendkonzerte, die unter dem Patronat von Magyar Kórus durchgeführt wurden. Von 1941 ab hat Forrai 11 Kurse an der Ungarischen Musikakademie gegeben. Zwischen 1957 und 1963 hat er die Gesangsabteilung diese Musikakademie geleitet.
Forrai erwarb sich ein enormes musikwissenschaftliches Wissen; zudem hatte er großes organisatorisches Geschick. Bence Szabolcsi wählte ihn als Mitherausgeber für seine musikhistorischen Aufnahmen, Musica Hungarica (1965) und Musica Mundana (1975) aus. Lajos Bárdos vertraute 1948 Forrai die Leitung von Budapesti Kórus an. Der neue Leiter bewahrte das hervorragende Image dieses Oratorien-Chores über dreißig Jahre lang. 1978, als er den Taktstock aus den Händen legte, wurde er zum Ehrendirigenten auf Lebenszeit ernannt. Sein Repertoire umfasste Bach und Händel bis zu den zeitgenössischen ungarischen und ausländischen Komponisten. Im Frühjahr 1956 dirigierte Forrai die ungarische Premiere von Kodálys Missa brevis. 1958 führte er das Arthur-Honegger-Oratorium Jean d'Arc auf dem Scheiterhaufen auf. Forrai war vertraut mit der Musik von William Walton, Carl Orff und den ungarischen Oratorienkompositionen von Ferenc Farkas bis Ferenc Szabó. Er arbeitete zusammen mit Otto Klemperer, Vittorio Gui, Hermann Scherchen und Zubin Mehta.

## Persönliches
Miklós Forrai war mit der Sopranistin Mária Gyurkovics verheiratet.